# Lista gmin w stanie Aguascalientes

Lokalizacja stanu Aguascalientes Meksyku

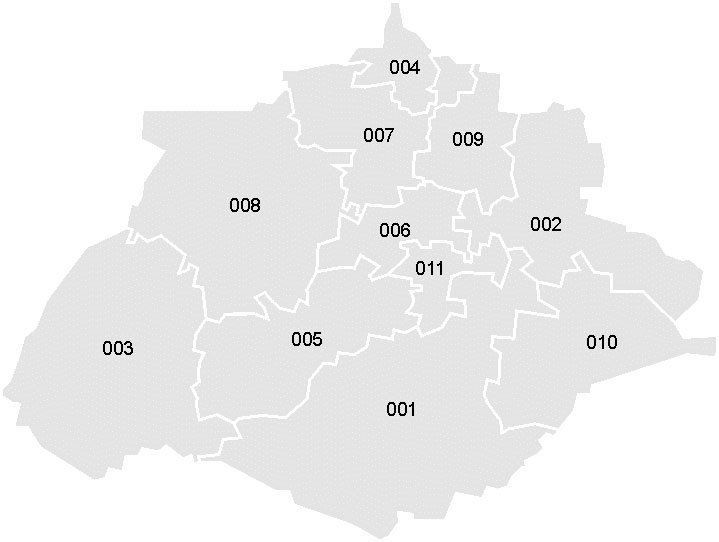
Gminy stanu Aguascalientes według kodów Meksykańskiego Instytutu Statystycznego

Meksykański stan Aguascalientes składa się z 11 gmin (hiszp. municipios).
| INEGI (kod statystyczny) | Nazwa gminy               | Siedziba władz            | Liczba ludności |
| ------------------------ | ------------------------- | ------------------------- | --------------- |
| 001                      | Aguascalientes            | Aguascalientes            | 797 010         |
| 002                      | Asientos                  | Asientos                  | 45 492          |
| 003                      | Calvillo                  | Calvillo                  | 54 136          |
| 004                      | Cosío                     | Cosío                     | 15 042          |
| 005                      | Jesús María               | Jesús María               | 99 590          |
| 006                      | Pabellón de Arteaga       | Pabellón de Arteaga       | 41 862          |
| 007                      | Rincón de Romos           | Rincón de Romos           | 49 156          |
| 008                      | San José de Gracia        | San José de Gracia        | 8 443           |
| 009                      | Tepezalá                  | Tepezalá                  | 19 668          |
| 010                      | El Llano                  | Palo Alto                 | 18 828          |
| 011                      | San Francisco de los Romo | San Francisco de los Romo | 35 769          |
| Stan razem               | Aguascalientes            |                           | 1 184 996       |